# Svenska Superligan 2008/2009
Svenska superligan 2008/2009 var Sveriges högsta division i innebandy för herrar säsongen 2008/2009. Serien bestod av 16 lag, varav 11 lag från den förra säsongen och tre nya lag från Division 1 2007/2008 som gick vidare genom att vinna varsin serie (Division 1 bestod av tre serier). Lagen spelade 26 omgångar och de åtta bäst placerade lagen gick vidare till slutspel.
Vid vinst erhöll segrande lag tre poäng, vid oavgjort fick båda lagen en poäng och ingen poäng vid förlust. Var det oavgjort vid full tid efter tre perioder fick båda lagen en poäng och matchen förlängdes till sudden death. Om matchen avgjordes i sudden death fick det vinnande laget ytterligare en poäng, det vill säga totalt två poäng.
I slutspelet spelar lagen mot varandra i bäst av fem matcher, förutom finalen som spelades i en match på Globen i Stockholm där AIK besegrade Warbergs IC 85 med 6-2 inför 14.024 åskådare.

## Tabell
Serien bestod av 14 lag, varav de åtta bästa gick till slutspel och det sämsta flyttades ner till Division 1. Det trettonde laget (det näst sista laget med andra ord) gick till kvalspel för att få spela kvar i serien.
Nr = Placering, S = Spelade, V = Vinster, O = Oavgjorda, F = Förluster, VÖ = Vinster på övertid, GM - IM = Gjorda mål - Insläppta mål, MSK = Målskillnad, P = Poäng
|  |                                                   |
|  | Till slutspel                                     |
|  | Till Kvalserien till Svenska superligan 2009/2010 |
|  | Nedflyttade till Division 1                       |

## Slutspel
I början av slutspelet fick de tre främsta lagen välja vilket lag de ville möta i kvartsfinalerna. Däremot fick de tre främsta endast välja en av lagen på plats 5 till 8. Laget som slutade etta fick välja först, de som kom tvåa fick då välja efter det och sen laget som kom trea. Laget som slutade fyra fick möta det lag som blev över, det vill säga det lag som inget annat valde. Eftersom Warberg vann serien fick de välja först och valde då Falun, som kom sjua. Tvåan Täby valde Balrog som kom åtta (och därmed det sämst placerade laget av de som gick till slutspel). Tredjeplacerade AIK valde Pixbo som slutade sexa och därmed fick fyran och femman mötas - Dalen och Storvreta. Av de lag som fick välja motståndare gick två vidare, nämligen AIK och Warberg. Täby däremot åkte ur med 3-0 i matcher mot Balrog. Storvreta vann över Dalen. Detta gav AIK - Storvreta och Warberg - Balrog i semifinalserien.